# Perry (Kansas)
Pour les articles homonymes, voir Perry.
Perry est une ville américaine située dans le comté de Jefferson, au Kansas. Selon le recensement de 2010, sa population est de 929 habitants.